# 彭允彝
彭允彝（1878年—1943年），湖南省湘潭县人。中国教育家，政治家。

## 生平

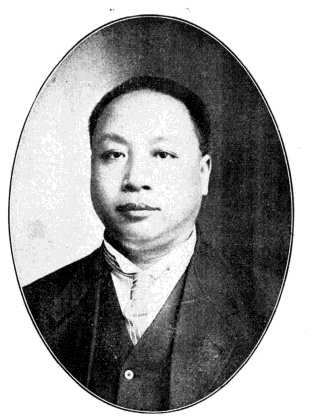
《民国之精华》中的彭允彝照片

早年就读长沙明德学堂师范科。毕业后赴日本入东京警监学校和早稻田大学政治经济科学习。1905年加入孙中山在日本东京组织的同盟会。1911年10月武昌起义爆发后，从日本回国，任新成立的湖北军政府外交顾问。南北议和时，他作为南方代表之一，赴上海参加谈判。1912年1月，当选为中华民国临时参议院议员。不久，与宋教仁、蔡锷等组织统一共和党，任常务干事。
1912年8月，同盟会改组为国民党，本部设在北京。彭当选为国民党本部文事主任，赞同宋教仁的资产阶级“议会政治”、“政党政治”主张。1912年冬，中华民国第一届国会议员选举进行，当选为众议院议员。1913年4月，黄兴等领衔在北京创办民国大学，彭任校长。
1913年袁世凯解散国民党，取消国会。彭允彝被迫流亡日本。1916年袁世凯死后，国会重开。彭允彝入京继续任众议院议员，旋即当选为众议院委员长。1917年7月南下广州，任护法国会众议院议员。护法运动失败后，再返北京。1922年任北京政府王宠惠、汪大燮和张绍曾三届内阁教育总长。1923年在内阁会议提案逮捕财政总长罗文干，引起北京大学校长蔡元培辞职和学潮，受到舆论抨击。
抗日战争时期，先后任国民参政会第一、二、三届参政员。1943年病逝，终年65岁。